# Büsingen am Hochrhein
Büsingen am Hochrhein este o comună din landul Baden-Württemberg, Germania. Are o particularitate geografică deosebită, constituind o exclavă germană pe teritoriul Elveției.